# Aphysoneura latilimba
Aphysoneura latilimba är en fjärilsart som beskrevs av Le Cerf 1919. Aphysoneura latilimba ingår i släktet Aphysoneura och familjen praktfjärilar. Inga underarter finns listade i Catalogue of Life.